# خليل رشو
خليل رشو أو Xelîl Cindî Reşo (وُلِد عام 1952) هو أكاديمي وكاتب وباحث كردي معاصر.
وُلِد في قرية مام راش في قضاء شيخان بمحافظة نينوى شمال العراق. من عام 1970 إلى عام 1974، درس في قسم اللغة والأدب الكردي بجامعة بغداد.
انتقل إلى تشيكوسلوفاكيا في عام 1986 وحصل على درجة الدكتوراه من المعهد الشرقي بجامعة تشارلز في براغ في عام 1991. من عام 1985 إلى عام 1991، كان رئيسًا لجمعية الطلاب الكرد في أوروبا.
لقد كان يقوم بتدريس اللغة الكردية في جامعة غوتنغن منذ عام 1996. ومن 1999 إلى 2005، أجرى أبحاثًا بالتعاون مع الأستاذ كريينبروك حول المعتقدات الدينية اليزيدية. ويُعتبر خبيرًا في الفولكلور اليزيدي. 
من 2013 إلى 2015، شغل منصب سفير جمهورية العراق في فيتنام.

## كتب
1. الإيزيدية: li ber rosnayahindek têkistêt ayinê Êzidian (الإيزيدية: في ضوء بعض النصوص الدينية الإيزيدية)، كوري زانياري كرد، بغداد 1979. (باللغة الكردية، شارك في تأليفه شيدير سليمان).
2. حركات التحرر الوطني الكردية في جنوب كردستان 1939-1968، دار أبيك للنشر، ستوكهولم، 1994. (باللغة العربية)
3. دعاء الإيزيديين ، في جزأين، دار اينبيك للنشر، ألمانيا، 1997. (باللغة الكردية)
4. نحو معرفة حقيقة الديانة الايزيدية، دار رابون للنشر، السويد، 1998. (باللغة العربية)
5. بيرين جي إديب دين إيزيديان (صفحات من الأدب الديني للإيزيديين)، في مجلدين، دار سبريز للنشر، دهوك، 2004. (باللغة الكردية)
6. قصائد مقدسة وروايات دينية من التراث الإيزيدي، برلين، إيرانيكا. (بالتعاون مع البروفيسور كرينبروك) (باللغة الإنجليزية)